# Joost Heyink
Joost Heyink (Scheveningen, 14 juni 1946) is een Nederlands schrijver.

## Loopbaan
Hij volgde meerdere studies bij de Rijksuniversiteit Groningen waar hij uiteindelijk afstudeerde als psycholoog. In 1983 werd hij aangenomen als wetenschappelijk medewerker en is daar dertien jaar werkzaam gebleven. In 1993 promoveerde hij in de geneeskunde.
Joost Heyink debuteerde in 1998 met een boek over zijn vaderschap (Van Vader op Zoon). In 2000 volgde het jeugdboek De Kwetsplek. Zijn volgende jeugdboeken verschenen in een hoog tempo. Deze boeken worden uitgegeven door Van Holkema & Warendorf. Heyinks jeugdboeken worden gekenmerkt door spanning, humor, en liefde. Ook vind je hier en daar een vleug erotiek. In 2008 kwam zijn eerste psychologische thriller voor volwassenen uit: Proefverlof, uitgegeven door Anthos.
In talrijke bundels werden verhalen van Heyink opgenomen.
Heyinks verhaal De Balans werd in 2012 verfilmd door Mark Ram, met in de hoofdrollen Waldemar Torenstra en Cas Jansen. De film (Balance), opgenomen in de Alpen, werd de Nederlandse inzending voor de Oscars 2013, categorie korte film, fictie.

### Jeugd
- De Kwetsplek (2000)
- Katapult (2001)
- De Afgrond (2002)
- Obsessie (2002)
- Het Web (2003)
- Loverboy & girl (2004)
- Zwarte Engel (2004)
- De Indringer (2005)
- Tweestrijd (2006)
- Morgen sla ik terug (2007)
- De Vlucht (2009)

### Volwassenen
- Van Vader op Zoon (1998)
- Proefverlof (2008)
- Het Experiment (2010)
- De Verzekering (2011)
- De Psycholoog (2013)
- Tour de Wobbe (2015)